# Амір Реза Хадем
Амір Реза Хадем Азгаді (перс. میررضا خادم ازغدی; нар. 10 лютого 1970, Мешхед, остан Хорасан-Резаві) — іранський борець вільного стилю, переможець та бронзовий призер чемпіонатів світу, срібний призер та дворазовий переможець чемпіонатів Азії, чемпіон Азійських ігор, володар Кубку світу, дворазовий бронзовий призер Олімпійських ігор.

## Біографія
Боротьбою почав займатися з 1981 року під керівництвом свого батька Мохаммада Хадема, колишнього борця вільного стилю, віце-чемпіона світу 1962 року, учасника літніх Олімпійських ігор 1960 року (8 місце). Молодший брат Расул Хадем — теж борець, п'ятиразовий чемпіон Азії, дворазовий чемпіон світу, олімпійський чемпіон. У 1989 році Амір Реза Хадем став віце-чемпіоном світу з вільної боротьби серед молоді.

## Виступи на Олімпіадах
| Змагання                    | Збірна | Вагова категорія | Місце  |
| --------------------------- | ------ | ---------------- | ------ |
| Літні Олімпійські ігри 1992 | Іран   | 74 кг            | Бронза |
| Літні Олімпійські ігри 1996 | Іран   | 82 кг            | Бронза |
| Літні Олімпійські ігри 2000 | Іран   | 85 кг            | 4      |

На літніх Олімпійських іграх 1992 року в Барселоні обидва брати Амір Реза Хадем і Расул Хадем завоювали бронзові нагороди. Перший — у ваговій категорії до 74 кг, другий — до 82 кг.
Через чотири роки, на наступній Олімпаді в Атланті вони теж виступали разом. Амір Реза Хадем перейшов у вагову категорію до 82 кг і знову посів третє місце. Расул Хадем перейшов у вагову категорію до 90 кг і став олімпійським чемпіоном.

## Виступи на Чемпіонатах світу
| Змагання                        | Збірна | Вагова категорія | Місце  |
| ------------------------------- | ------ | ---------------- | ------ |
| Чемпіонат світу з боротьби 1990 | Іран   | 74 кг            | Бронза |
| Чемпіонат світу з боротьби 1991 | Іран   | 74 кг            | Золото |
| Чемпіонат світу з боротьби 1994 | Іран   | 82 кг            | 11     |
| Чемпіонат світу з боротьби 1995 | Іран   | 82 кг            | 7      |

На Чемпіонаті світу з вільної боротьби 1991 року у Варні Амір Реза Хадем виграв золоту медаль, подолавши у фіналі Кеннета Дейла «Кенні» Мондея (англ. Kenneth Dale "Kenny" Monday) зі Сполучених Штатів Америки.

## Виступи на Чемпіонатах Азії
| Змагання                       | Збірна | Вагова категорія | Місце  |
| ------------------------------ | ------ | ---------------- | ------ |
| Чемпіонат Азії з боротьби 1991 | Іран   | 74 кг            | Срібло |
| Чемпіонат Азії з боротьби 1992 | Іран   | 74 кг            | Золото |
| Чемпіонат Азії з боротьби 1993 | Іран   | 82 кг            | Золото |
| Чемпіонат Азії з боротьби 2000 | Іран   | 85 кг            | 4      |

## Виступи на Азійських іграх
| Змагання           | Збірна | Вагова категорія | Місце  |
| ------------------ | ------ | ---------------- | ------ |
| Азійські ігри 1994 | Іран   | 82 кг            | Золото |

## Виступи на Кубках світу
| Змагання                    | Збірна | Вагова категорія | Місце  |
| --------------------------- | ------ | ---------------- | ------ |
| Кубок світу з боротьби 1994 | Іран   | 82 кг            | Золото |

## Виступи на інших змаганнях
| Змагання                                 | Збірна | Вагова категорія | Місце  |
| ---------------------------------------- | ------ | ---------------- | ------ |
| Олімпійський кваліфікаційний турнір 2000 | Іран   | 85 кг            | Золото |